# Bosa
Bosa (sardinsky: Bòsa, 'Osa) je italská obec (comune) v provincii Oristano v regionu Sardinie. Nachází se ve výšce 2 metrů nad mořem a má přibližně 7 500 obyvatel. Rozloha obce je 128,02 km².